# Alpine A390
El Alpine A390 es un SUV crossover compacto eléctrico de batería del fabricante francés de automóviles Alpine. Presentado inicialmente como prototipo, el Alpine A390_β, en el Salón del Automóvil de París de 2024, el modelo de producción se presentó el 27 de mayo de 2025. Es el segundo de los siete modelos totalmente eléctricos "Dream Garage" que Alpine planea lanzar para 2030.

## Coche conceptual
El 11 de octubre de 2024, como preludio del Salón del Automóvil de París de 2024, Alpine presentó el concept car Alpine A390_β, precursor del Alpine A390 de producción, el primer SUV de la marca. El concept presentaba puertas traseras que se abrían hacia atrás y un techo de cristal.

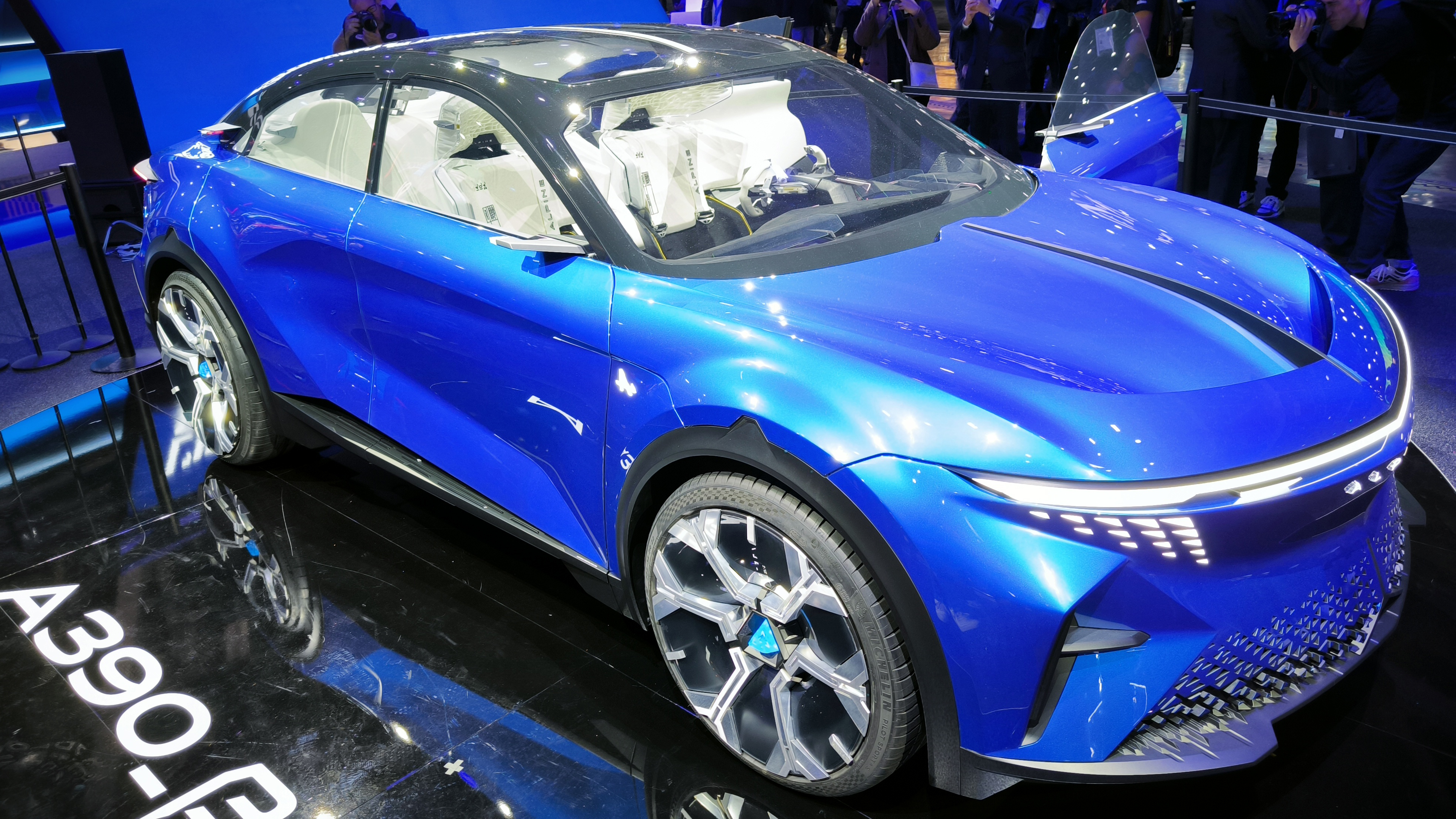
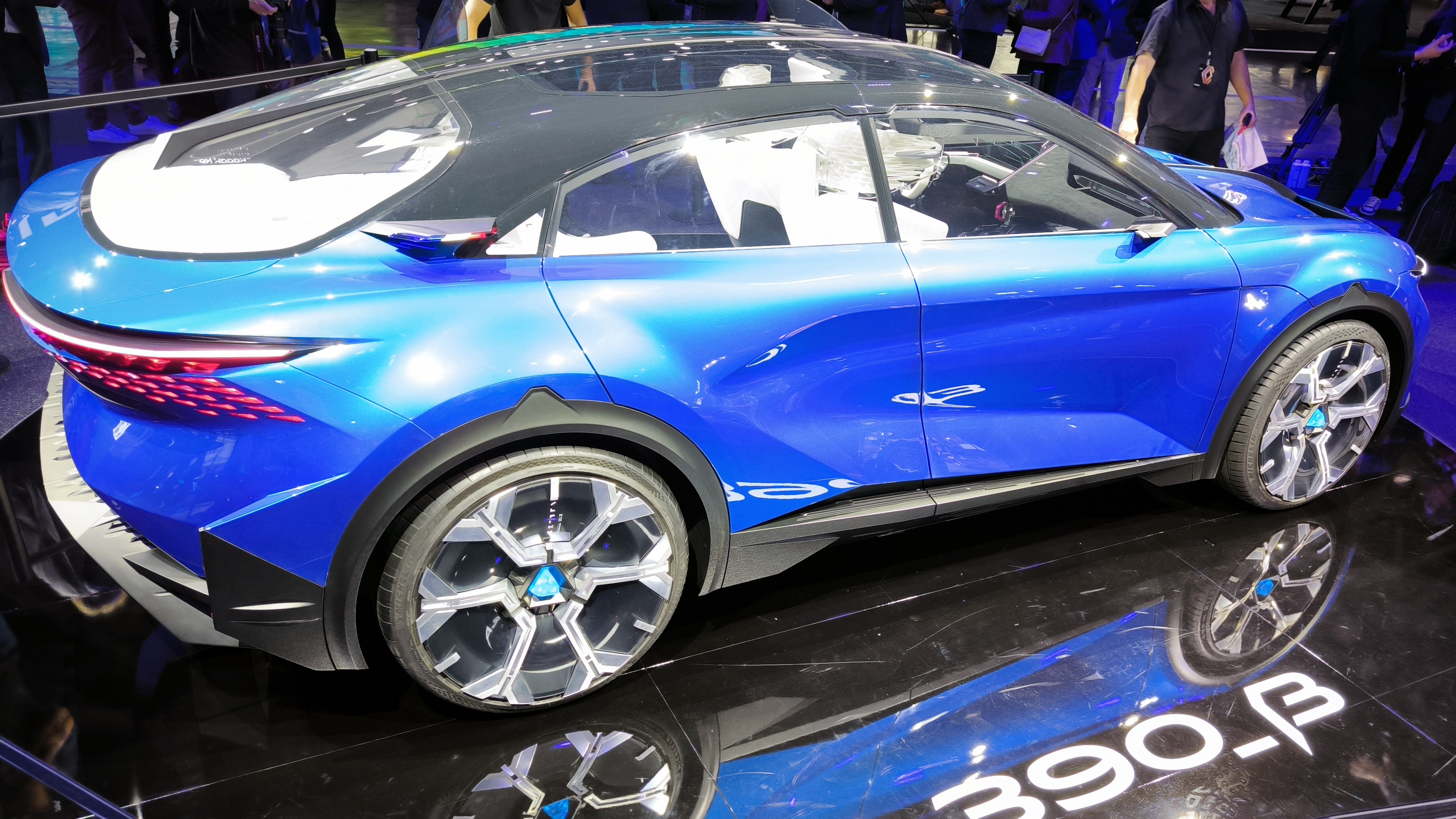
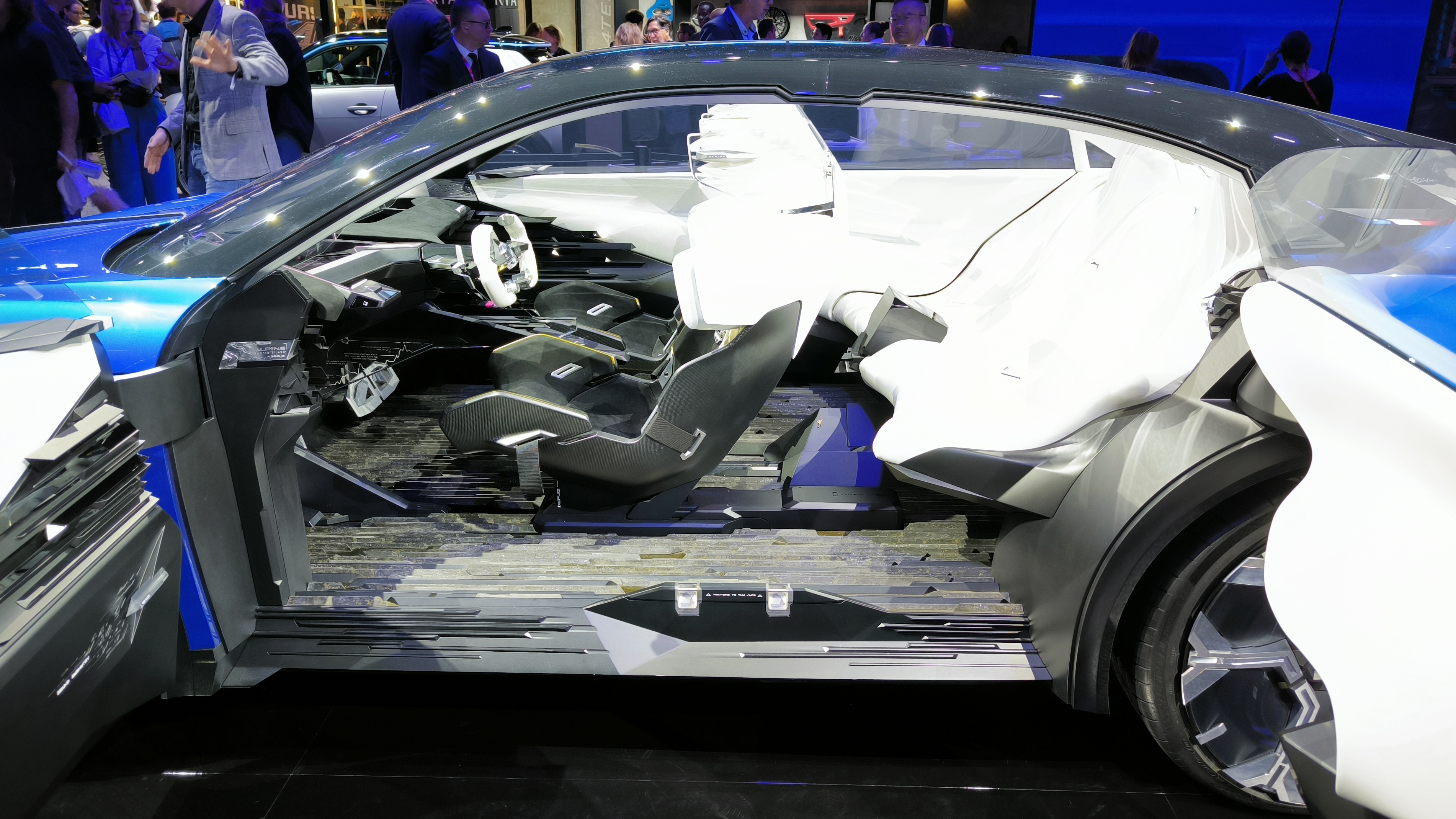